# Виктор IV (антипапа 1138)
Виктор IV Грегор, роден като Грегорио Конти (на италиански: Vittore IV, Gregorio Conti von Ceccano, Gregor Conti, Viktor IV Gregor; * Чекано; † сл. април 1139/ ок. 1140) е от 25 януари до 29 май 1138 г. антипапа към папа Инокентий II. Той не трябва да се бърка с Виктор IV/Октавиано ди Монтичели (антипапа 1159 – 1164).

## Духовна кариера
Конти е издигнат от папа Паскалий II на 18 февруари 1107 г. на кардинал-свещеник на църквата Санти XII Апостоли. Паскалий II му взема тази титла през 1112 г., след като Конти се скарва с него. Каликст II отново признава Конти през 1122 като кардинал. При започналата през 1130 г. Схизма, Конти е на страната на антипапа Анаклет II и отказва да подкрепя Инокентий II.
След смъртта на Анаклет II Виктор IV Грегор е избран от привърженицитте на Анаклет с помощта на Рожер II от Сицилия на 25 януари 1138 г. за папа. След намесата на Бернар от Клерво, Виктор трябва да се подчини на папа Инокентий II и се отказва от службата си като папа на 29 май 1138 г.
Бернар завежда Конти и останалите привърженици пред папа Инокентий II, на когото те обещават лоялност. Папата обещава да ги остави на службите им, но на Втория Латерански събор (1139) нарушава дадената си дума и сваля Конти и привържениците му, за което Бернар от Клерво много го критикува.
Няма други сведения за Конти и смъртта му.